# Кисябика Байрясова
Кисябика (Кисянбика) Байрясова (на башкирски: Киҫәнбикә Байрасова; на татарски: Кисәнбикә Байрасова) е насилствено покръстена башкирска мюсюлманка, изгорена на клада заради повторното си връщане към исляма.
Кисябика е родена през 1679 г. В онези години на власт в Уралската област е назначен Василий Татишчев и под негово ръководство започва активно икономическо усвояване на района и строеж на рудници. Местното население, опасявайки се, че губи правата си върху бащината си земя след присъединяването към Руската империя, както и своите традиции и обичаи, вдига въстание. Властта отговаря с репресии, убийства на селяни, продажбата им като крепостни и насилствено покръстване.
Кисябика също е пленена и откарана в Екатеринбург, където е продадена като крепостна на писателя и преводач Кириак Кондратович. Покръстват я и ѝ дават името Катерина. На 18 септември 1737 г. тя бяга за първи път с още една жена, хващат я и я бият. Това не я спира и на 26 септември същата година бяга повторно, този път след като я залавят я бият още по-жестоко с камшик.
Една година по-късно през септември 1738 г. Кисябика бяга отново, стига до родното си село и около месец се крие и живее у познати, но накрая отново е заловена и изпратена обратно в Екатеринбург с конвой. Заради бягствата си и връщането си към исляма и като назидание за другите държани в плен башкирци е осъдена да бъде изгорена жива. Присъдата е изпълнена на централния площад в Екатеринбург.